# 問誰未發聲
《問誰未發聲》為一首改編自《孤星淚》中歌曲《Do You Hear the People Sing?》的粤語版，於2014年5月開始在香港流傳。這是第2首改編自《Do You Hear the People Sing?》的粵語歌曲，第1首是在香港主權移交前半年，於1997年1月發表的《人民之歌》。
這首歌與香港殿堂級搖滾樂隊Beyond的《光輝歲月》、《海闊天空》、《抗戰二十年》，以及謝安琪的《雞蛋與羔羊》等的歌曲均被視為2014年香港6.22民間全民投票、七一大遊行、學界大罷課與「和平佔中」、「雨傘革命」爭取自由民主、反送中運動要求香港政府回應五大訴求的主題曲。

## 簡介
此曲歌詞版短片於2014年5月中首先在「讓愛與和平佔領中環」的Facebook專頁傳出，之后该Facebook专页还上传了由女孩及少女演唱的歌詞版短片，在網絡大受歡迎。
佔中发起人之一的陈健民称，曾四处邀請演藝界人士唱《問誰未發聲》，由黃秋生、張敬軒等人合唱。